# Alamo (Nevada)
Alamo – jednostka osadnicza w hrabstwie Lincoln w stanie Nevada, Stany Zjednoczone.
Powstała w 1901 roku i jest największym miastem w Dolinie Pahranagat. Zamieszkana przez ok. 1080 osób; średnia wieku 36 lat; dochód na rodzinę 43.825 dolarów; 74,1% rodzin ma dzieci. 15,8% mieszkańców posiada wykształcenie wyższe.
Podstawą gospodarki są rancza. W pobliżu Narodowy Rezerwat Przyrody Dolina Pahranagat.